# 古巴共产党第八次全国代表大会
古巴共产党第八次全国代表大会（西班牙語：Ⅷ Congreso del Partido Comunista de Cuba），简称古共八大，于2021年4月16日至19日在古巴哈瓦那举行。

## 影响

### 各方反应
- 2021年4月16日，中国共产党中央委员会、越南共产党中央委员会、朝鲜劳动党中央委员会、老挝人民革命党中央委员会分别致电祝贺古巴共产党第八次全国代表大会召开[1][2][3][4]。